# 19 juin 1957
Le mercredi 19 juin 1957 est le 170e jour de l'année 1957.

## Naissances
- Albán Vermes, nageur hongrois
- Anna Lindh (morte le 11 septembre 2003), personnalité politique suédoise
- Bernard Moraly, joueur de football français
- Désiré Bolya Baenga (mort le 10 août 2010), écrivain congolais
- Egidio Torre Cantú, personnalité politique mexicaine
- Eirik Ildahl, écrivain et scénariste norvégien
- Jordan Roberts, scénariste et réalisateur américain
- Karl Walter Lindenlaub, directeur de la photographie allemand
- Maxi Jazz, musicien et chanteur britannique
- Michael Maloney, acteur britannique
- Sous-commandant Marcos, militant altermondialiste mexicain
- Susana López Charreton, virologiste mexicaine
- Trent Franks, politicien américain

## Décès
- Edward Stuart McDougall (né le 25 septembre 1886), personnalité politique canadienne
- Fritz Schwitzgebel (né le 19 septembre 1888), politicien du parti nazi
- Karl Plagge (né le 10 juillet 1897), officier allemand, membre du parti nazi

## Événements
- Discours de Mao Zedong : de la juste solution des contradictions au sein du peuple[1]
- Sortie du film américain Johnny Tremain
- Début du Tour de Colombie 1957